# Concours
Cet article possède un paronyme, voir Goncourt.

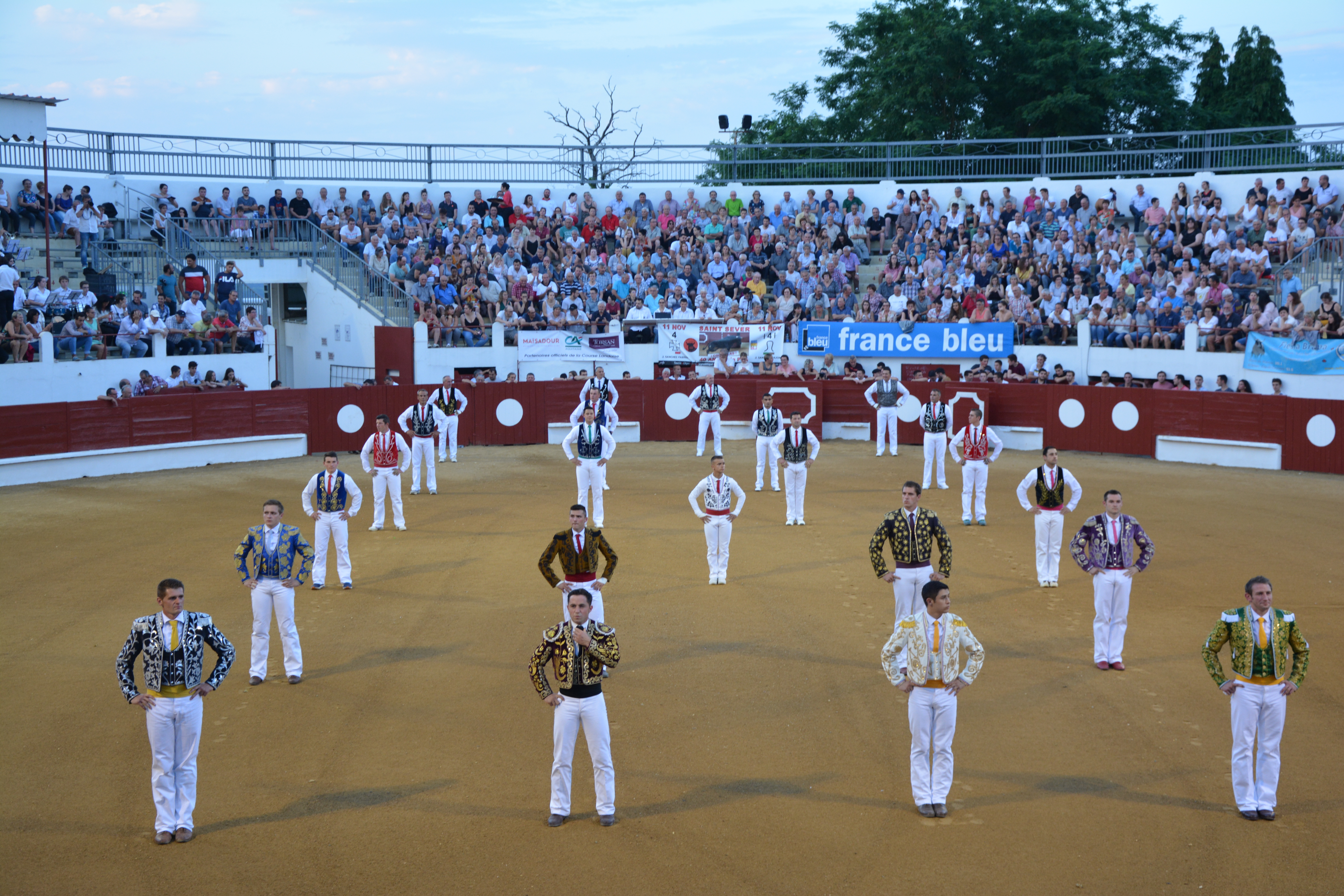
Arènes de Morlanne lors du concours landais 2019

Un concours est un ensemble d'épreuves mettant en compétition des candidats pour accéder à des emplois, des places d'élèves ou d'étudiants et d'autres avantages publics, mais aussi à des marchés, des récompenses ou des prix.
Il peut mettre en compétition aussi bien des individus que des groupes, voire des entreprises ou même des produits. Il peut être organisé par une administration publique, mais aussi par d'autres organismes comme une entreprise ou une association. Le nombre de lauréats est restreint et généralement fixé à l'avance.

## Concours de recrutement
Les concours sont essentiellement un mode de recrutement visant, contrairement à la sélection, à garantir l'équité de traitement et d'évaluation des candidats, qu'ils s'agisse de candidats à un emploi ou de candidats à une formation.
S'il est censé reconnaître le talent individuel au-delà de l'origine sociale et géographique, Pierre Bourdieu et Jean-Claude Passeron remettent en cause sa légitimité dans leur ouvrage Héritiers. Les étudiants et la culture publié en 1964). Ces deux sociologues le considèrent comme inégalitaire. « Sa discrimination est plus profonde et implicite, dans la mesure où le concours consacre en réalité des inégalités devant la culture et, plus précisément, des inégalités devant les modes d'acquisition des codes relatifs à un arbitraire culturel imposé. »
La limite de places (numerus clausus) distingue le concours d'un examen où les places se sont pas limitées et dont la réussite nécessite d'avoir au moins 50 % des points obtenables (ex. : l'examen d'entrée à l'école des avocats, par comparaison avec le concours d'entrée en faculté de pharmacie).
Par exemple : un concours pour l'accès aux postes de professeur ou de policier dans la fonction publique, pour l'accès en classe préparatoire ou en faculté de médecine dans l'enseignement supérieur.

### Exemples en France
Il s'agit du mode de recrutement majoritaire au sein de la fonction publique française et de ses écoles. Ces derniers peuvent se composer d'épreuves écrites exclusivement ou inclure des épreuves orales. Usuellement, on distingue les épreuves d'admissibilité des épreuves d'admission. Le candidat est réputé reçu à l'issue des épreuves d'admission.

#### Accès à des emplois publics
- Concours administratifs permettant le recrutement à des emplois de fonctionnaire.
- Concours d'agrégation et CAPES pour l'accès au corps des professeurs de l'enseignement secondaire.
- Concours de recrutement de professeur des écoles pour l'accès au corps des professeurs de l'enseignement primaire.
- Concours européens (en), permettant le recrutement de personnel de l'Union européenne, organisés par l'Office européen de recrutement du personnel (EPSO).

#### Accès à des places d'élèves dans des écoles publiques
- Concours des grandes écoles pour le recrutement à des places d'élèves (qui deviennent ainsi parfois des fonctionnaires stagiaires).
- Concours d'accès à certaines formations parmi lesquelles les instituts d'études politiques, les écoles d'ingénieur et les formations de santé, notamment à l'issue de la première année des études de santé (PASS : médecine, pharmacie, odontologie, maïeutique et masso-kinésithérapie) par l'intermédiaire d'un numerus clausus très restrictif.
- Examen spécial d'entrée à l'université (créé en 1956).

#### Accès à d'autres avantages publics
- Bourses d'enseignement. Elles ont longtemps été attribuées sur concours.

### Exemple en Corée du Sud
En Corée du Sud, l'accès aux trois meilleures universités du pays est conditionné par les résultats obtenus à un examen national annuel, le Suneung. En 2018, seulement 2% des élèves y étaient admis.

### Exemple aux États-Unis
Les fonctionnaires du Service extérieur des États-Unis sont recrutés par concours. Il en va de même du personnel permanent temporaire de l’Organisation des Nations unies.

## Concours pour les marchés publics
Les appels d'offres publics s'inspirent de la logique des concours : face à un cahier des charges déterminé par l'autorité publique commanditaire, les aspirants au contrat élaborent un projet qui est évalué selon des critères précis et déterminés garantissant l'équité des candidats de sorte à retenir le projet le plus adéquat. Ils peuvent faire l'objet de recours par l'intermédiaire de la justice administrative.
- Concours d'architecture, pour la réalisation d'édifices publics.

## Concours honorifiques
Les concours sont également une façon de récompenser par un prix monétaire ou une distinction un ou plusieurs candidats qui se démarquent des autres par des capacités dans un domaine scolaire, professionnel, scientifique, technique ou artistique, ou pour des qualités esthétiques.

### Concours scolaires
- Concours général : concours annuel entre les meilleurs élèves des classes supérieures des lycées.

### Concours gastronomiques
- Concours des vins.
- Concours mondial de la cuisine.

- Concours général agricole.

### Concours scientifiques
- Concours Castor : concours d'informatique international.
- Concours de hacking.
- Concours Kangourou : concours de mathématiques.
- Concours Lépine : concours d'inventeurs, créé par le préfet de Paris.

### Concours artistiques
- Concours littéraires.
- Concours internationaux de musique classique.
- Concours Eurovision de la chanson.
- Concours international de musique de l'ARD.
- Concours international de ballet de Varna.

- Concours international de peinture grand format en Normandie.

### Concours esthétiques
- Concours de beauté féminine et masculine
- Concours d'élégance automobile
- Concours animaliers : concours canins, concours félins.

## Concours publicitaires
Un concours peut aussi consister en un jeu s'adressant au public à l'issue duquel un ou des gagnants remportent des lots, souvent par tirage au sort. Ces concours sont organisés à des fins publicitaires afin de promouvoir une marque ou une entreprise. Le mot est utilisé dans ce sens au Québec (Canada). Les concours se sont beaucoup développés avec l'essor d'internet et des réseaux sociaux qui en facilitent la participation entièrement en ligne. En France, on parle de loteries publicitaires ou de jeux-concours.